# 500 Miles

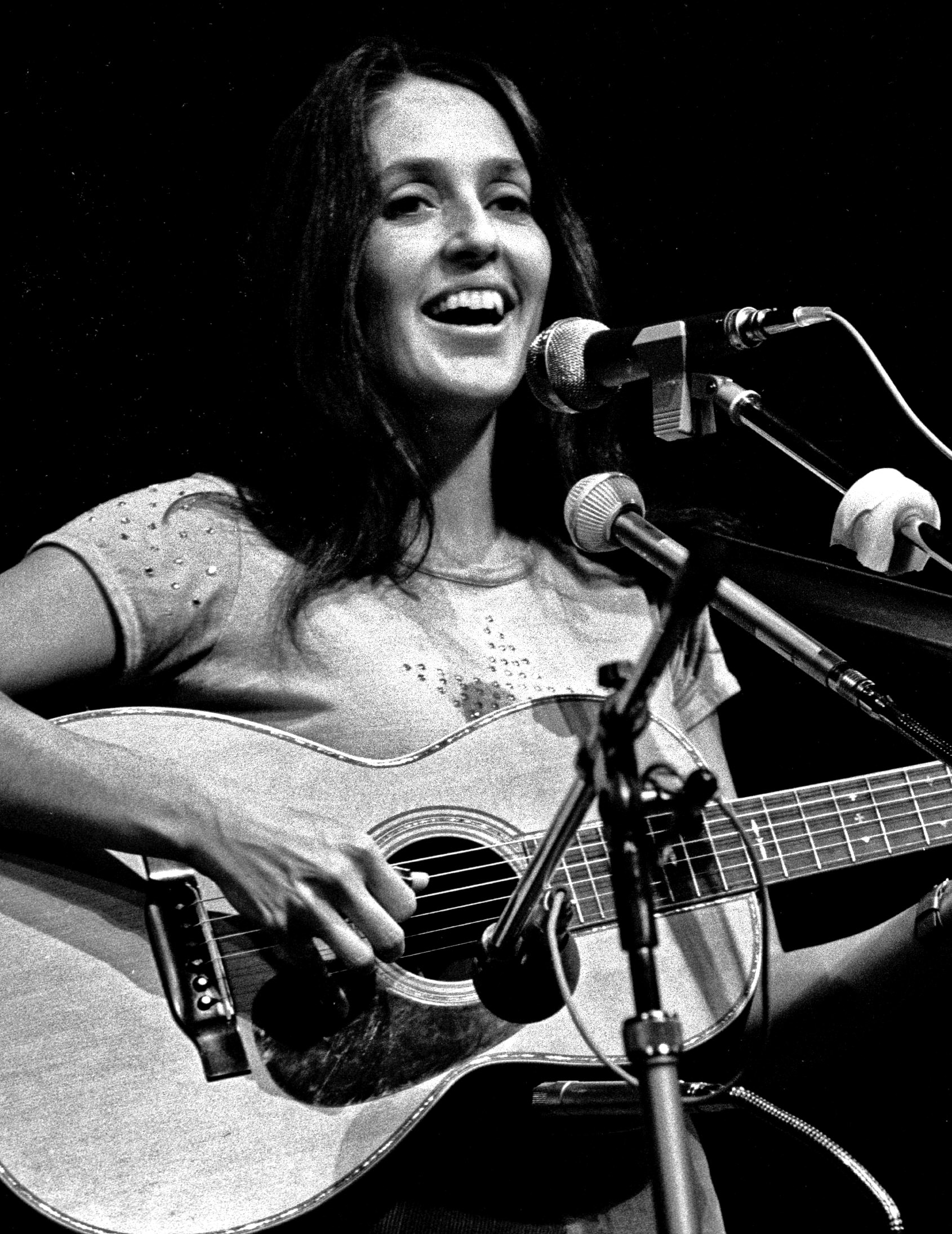
Joan Baez.

«500 Miles» es una canción estadounidense compuesta por Hedy West en 1961. Fue popularizada internacionalmente por Joan Baez.

## Otros intérpretes
La canción ha sido grabada por varios artistas como Peter & Gordon, The Hookers, Sonny & Cher, Reba McEntire, The Seekers, Elvis Presley, The Shadows, Nick Cave, Richard Anthony, Franco Battiato y Peter, Paul and Mary.
En 2013 fue interpretada por Justin Timberlake, Carey Mulligan, Stark Sands para el filme Inside Llewyn Davis.